# へびつかい座
へびつかい座（へびつかいざ、ラテン語: Ophiuchus）は、現代の88星座の1つで、プトレマイオスの48星座の1つ。ヘビを掴んだ人物をモチーフとしており、一般にギリシア神話の医神アスクレーピオスの姿を表しているとされる。黄道十二星座には含まれていないが、その領域内を黄道が通過している。1604年に観測された超新星は、天の川銀河内で発生した超新星爆発としては最後に観測されたもので、一般に「ケプラーの星 (Kepler's Star)」と呼ばれている。ケンタウルス座α星系に次いで太陽系に2番目に近い星系で、全天の恒星で最も大きな固有運動を持つことで知られるバーナード星は、この星座の領域内、β星ケバルライから東に約3.5°の位置にある。

## 特徴

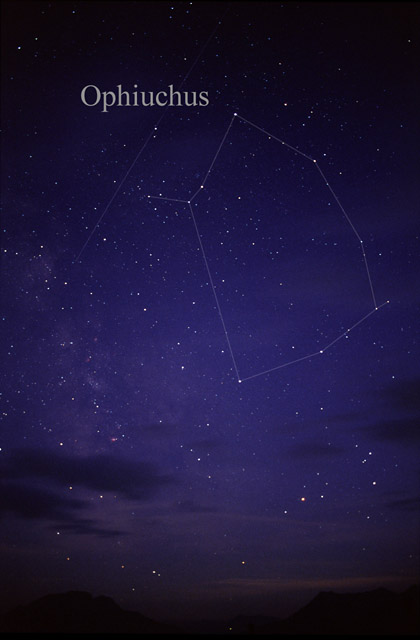
へびつかい座の全景。

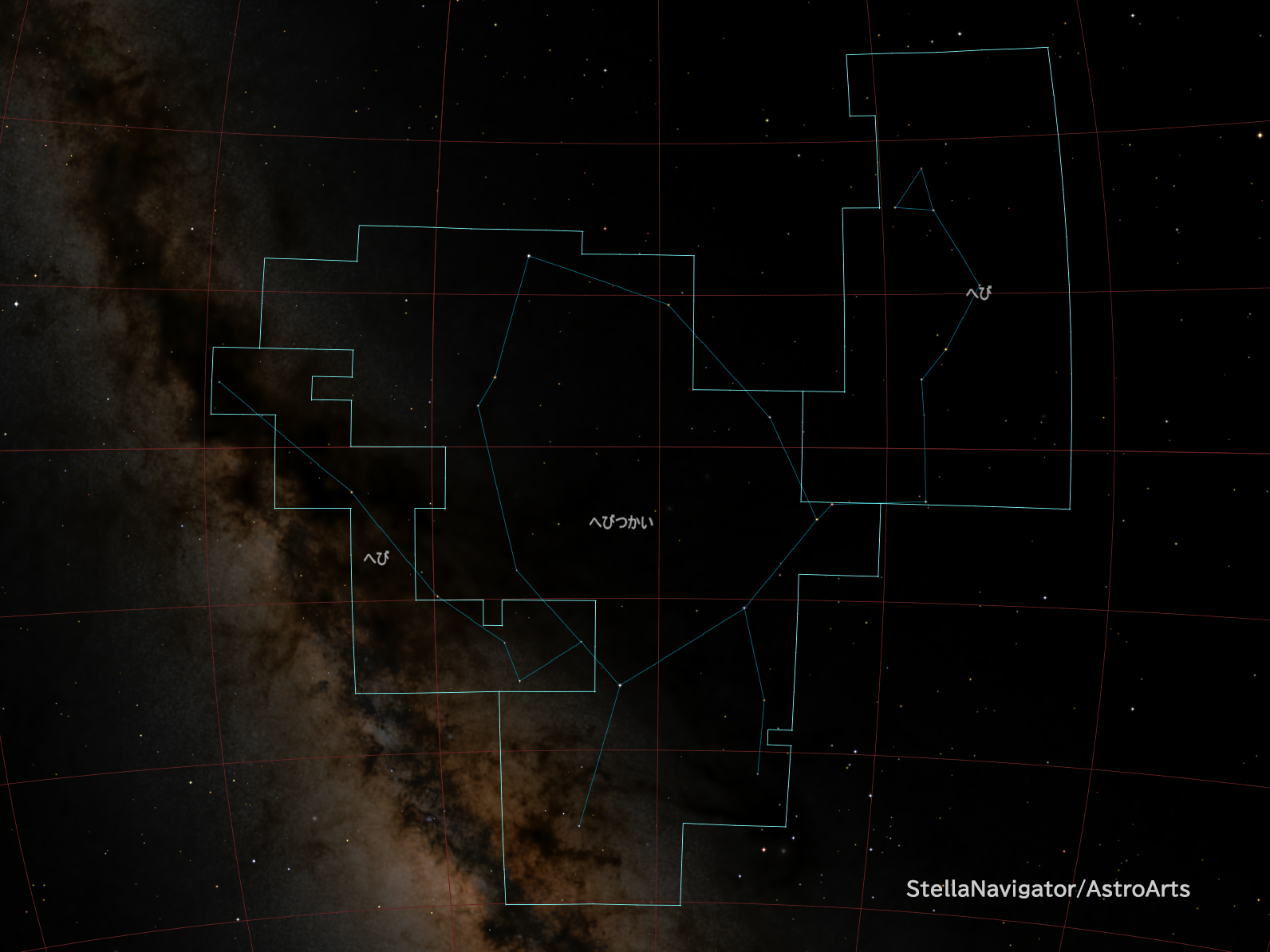
へびつかい座はへび座を頭部と尾部に分割している。

東をへび座の尾部、北東をわし座、北をヘルクレス座、北西をへび座の頭部、西をてんびん座、南西から南にかけてをさそり座、南東をいて座に囲まれている。20時正中は8月上旬頃、北半球では夏の星座とされ、仲冬から中秋にかけて観ることができる。領域の北側を天の赤道、南側を黄道がそれぞれ通っており、人類が居住しているほぼ全ての地域から星座全体を見ることができる。
へび座を頭部と尾部に分割しており、へび座の頭部と尾部の両方に接する唯一の星座となっている。α・β・ε・δ・κ の5つの星が作る五辺形は将棋の駒にもたとえられる。

## 由来と歴史
へびつかい座の起源については、地中海世界で生まれたとする説と、古代バビロニアから地中海世界にもたらされたとする説に分かれている。イギリスの研究者ジョン・H・ロジャース (John H. Rogers) は、紀元前3千年紀に海上交易で栄えたミノア文明の担い手によって、おおぐま座・こぐま座のペアやりゅう座・くじら座・ヘルクレス座・うしかい座などとともに考案されたとする説を唱えている。一方、イギリスの芸術史研究家ギャビン・ホワイト (Gavin White) は、古代バビロニアの天文に関する粘土板文書『ムル・アピン (MUL.APIN)』で「エンリルの道」の22番目に置かれた「エクルの座す神々」と呼ばれる星座を起源とするとしている。ホワイトは、「エクルの座す神々」は「ニラフ」と呼ばれるヘビの下半身を持つ神を表したもので、これが地中海世界に伝わり形が変化してヘビを掴む姿になったとしている。
へびつかい座について明確に記述された現存する最も古い古代ギリシアの文献は、紀元前3世紀前半のマケドニアの詩人アラートスの詩篇『パイノメナ (古希: Φαινόμενα)』である。アラートスの『パイノメナ』は、紀元前4世紀の古代ギリシアの天文学者クニドスのエウドクソスによる同名の著書『パイノメナ (古希: Φαινόμενα)』の星座リストを元に詩作したものであり、少なくとも紀元前4世紀前半にはへびつかい座が認知されていたことがわかる。アラートスはへびつかい座を Ὀφιοῦχος (Ophiouchos) と呼び、ヘビをつかみサソリを踏みつけて堂々と立つ姿を以下のように記述している。
アラートスはヘビをつかむ男の正体について何も語らなかったが、紀元前3世紀後半の天文学者エラトステネースは天文書『カタステリスモイ (古希: Καταστερισμοί)』の中で明確にアスクレーピオスであるとした。1世紀初頭の古代ローマの著作家ヒュギーヌスは、天文書『天文詩 (羅: De Astronomica)』の中で、アスクレーピオスだけでなく複数の候補を紹介している。古代ギリシア・ローマ時代では、現在のへび座もへびつかい座の一部とされており、『カタステリスモイ』や『天文詩』では蛇使いの部分に17個の星があるとされた。
帝政ローマ期の2世紀頃のクラウディオス・プトレマイオスが著した天文書『マテーマティケー・シュンタクシス (古希: Μαθηματικὴ σύνταξις)』、いわゆる『アルマゲスト』では、従来のへびつかい座からヘビの部分が分離されて別の星座とされた。プトレマイオスは、へびつかい座には星座を形作る24個の星と星座を形作らない5個の星が属するとした。
近世以降、この星座には、ギリシア語の Ὀφιοῦχος をラテン文字に置き換えた呼称と、ラテン語で同じ意味の言葉に置き換えた呼称の、2つの系統の呼称が用いられていた。前者には16世紀ニュルンベルクの版画家アルブレヒト・デューラーの北天星図（1515年）や、ドイツの天文学者ペトルス・アピアヌスの天文書『Astronomicum Caesareum（皇帝天文学）』（1540年）、デンマーク生まれの天文学者ティコ・ブラーエが著し彼の死後に刊行された天文書『Astronomiae Instauratae Progymnasmata』（1602年）、ブラーエの後継者ヨハネス・ケプラーの天文表『Tabulae Rudolphinae Astronomicae（通称ルドルフ表）』（1627年）で使われた Ophiuchus が、後者には17世紀ドイツの法律家ヨハン・バイエルの星図『ウラノメトリア』（1603年）や、ポーランド生まれの天文学者ヨハネス・ヘヴェリウスが編纂し、彼の死後に刊行された天文書『Prodromus Astronomiæ』の星図『Firmamentum Sobiescianum』（1690年）で使われた Serpentarius が該当する。このほか、前者には様々な綴り違いが、後者には Serpentiger や Serpentis Lator、Serpentis Praeses、Serpentinarius など「蛇遣い」を異なる語句で表現した呼称が存在した。
これらの呼称の混乱に対応するため、18世紀イギリスの天文学者ジョン・フラムスティードが編纂し、彼の死後に刊行された『天球図譜 (羅: Atlas Coelestis)』（1729年）やドイツの天文学者ヨハン・ボーデの星図『ウラノグラフィア (Uranographia)』（1801年）は、星表では2つの呼称を併記し、星図では Ophiuchus のみを表記していた。『BAC星表』（1845年）や『ウラノメトリア・アルヘンティナ (Uranometria Argentina)』（1879年）など19世紀中頃以降に刊行された星表では Ophiuchus のみが記載されるようになったが、19世紀末アメリカのアマチュア博物家リチャード・ヒンクリー・アレンの『tar Names, Their Lore and Meaning』（1899年）や20世紀初頭アメリカのアマチュア天文家ウィリアム・タイラー・オルコットの『Star Lore Of All Ages』では Ophiuchus と Serpentarius が併記されるなど、20世紀になっても星座名の混乱は続いていた。
1922年5月にローマで開催された国際天文学連合 (IAU) の設立総会で現行の88星座が定められた際にそのうちの1つとして選定され、星座名は Ophiuchus、略称は Oph と正式に定められたことにより、Serpentarius という星座名は完全に過去のものとなった。
Ophiuchus と Serpentarius
- ヨハネス・ヘヴェリウス『Firmamentum Sobiescianum』(1690) に描かれたへびつかい座とへび座。この星図で Serpentarius という星座名が使われている。
- ジョン・フラムスティード『天球図譜 (Atlas Coelestis)』(1729) に描かれたへびつかい座とへび座。

### ポニャトフスキの牡牛座の誕生と消滅
18世紀末から19世紀にかけて、へびつかい座の北東部からわし座にかけての領域に「ポニャトフスキの牡牛 (羅: Taurus Poniatovii)」と呼ばれる星座が作られたことがあった。18世紀末、ポーランド・リトアニア共和国ヴィリニュスの王立天文台台長を務めていたリトアニア系ポーランド人のイエズス会士マルチン・オドラニツキ・ポチョブットは、1777年に刊行した天文書『Cahiers des observations astronomiques faites à l'observatoire royal de Vilna en 1773（1773年にウィリニュス王立天文台で行われた天文観測のノート）』の中で、現在のへびつかい座の北東部周辺に位置する16個の星を用いて「Taureau Royal de Poniatowski（ポニャトフスキ王の牡牛）」という星座を設けた。これは、プトレマイオスがへびつかい座の星の中で「星座を形作らない星」とした5つの星が、おうし座のヒアデス星団のようなV字形に並んでいることに着想を得たもので、天文台のパトロンとなったポーランド・リトアニア共和国の国王スタニスワフ・アウグスト・ポニャトフスキを称えたものであった。ポチョブットは命名にあたってフランス科学アカデミーから正式な許可を得たとしていた。
しかし、このポチョブットの追従は当の国王スタニスワフ2世に喜ばれず、国王はその栄誉を辞退した。そのため、ポチョブットはこの命名を取り下げる羽目となったが、この星座と名称は創案者の思惑を超えて広まってしまった。翌1778年にフランスのジャン・ニコラ・フォルタンが刊行した『Atlas céleste de Flamstéed』や、1779年にフランスの天文学者ジェローム・ラランドが製作した天球儀、1782年にドイツの天文学者ヨハン・ボーデが刊行した『Vorstellung der Gestirne』、同じく1801年にボーデが刊行した『ウラノグラフィア』などでもこの星座が採用されたことで広く世に知られることとなり、この後19世紀後半まで多くの星図にポニャトフスキの牡牛座が描かれた。
それでも、19世紀中頃から次第にポニャトフスキの牡牛は星図に描かれなくなり、その領域は再びへびつかい座の一部と見なされるようになっていった。19世紀末には過去の星座と見なされるようになり、1922年にIAUが現行の88星座を定めた際にも採用されなかったことで失われた星座となった。
星図に描かれた「ポニャトフスキの牡牛座」
- ヨハン・ボーデ『ウラノグラフィア』(1801) に描かれたへびつかい座とポニャトフスキの牡牛座
- 19世紀イギリスの星座カード集『ウラニアの鏡』に描かれたへびつかい座とポニャトフスキの牡牛座。このカード集ではへびつかい座に Serpentarius という星座名が使われている。

### 中東
古代バビロニアの天文に関する粘土板文書『ムル・アピン (MUL.APIN)』では、へびつかい座の星々は「エンリルの道」の22番目「エクルの座す神々」や「アヌの道」の50番目「ザババの星」に配されていたと考えられている。「エクル」とはニップルに置かれたエンリルの神殿のことで、この神殿に祀られていたヘビの下半身を持つ神々のことを指していたと考えられている。イギリスの芸術史研究家ギャビン・ホワイト (Gavin White) は、このヘビの下半身を持つ神々の星座がギリシアのへびつかい座の起源となったと主張している。

### 中国
ドイツ人宣教師イグナーツ・ケーグラー（戴進賢）らが編纂し、清朝乾隆帝治世の1752年に完成・奏進された星表『欽定儀象考成』では、へびつかい座の星は三垣の1つ「天市垣」や二十八宿の東方青龍七宿の第四宿「房宿」・第六宿「尾宿」・第七宿「箕宿」、北方玄武七宿の第一宿「斗宿」に配されていたとされる。
| 垣または宿 | 星官     | 意味                               | 西洋星名との比定と中国星名 |
| ---------- | -------- | ---------------------------------- | -------------------------- |
| 天市垣     | 候       | 天文、雲気、陰陽などをうかがうこと | α                          |
| 天市垣     | 宦者     | 天帝に使える宦官                   | 32・33・37                 |
| 天市垣     | 斛       | 量を量る単位                       | ι・κ                       |
| 天市垣     | 列肆     | 市場に並んでいる店舗               | λ                          |
| 天市垣     | 車肆     | 車を売る店                         | υ・20                      |
| 天市垣     | 市楼     | 市場を管理する役所                 | μ・τ・HD 161056            |
| 天市垣     | 宗正     | 天子の同族を管理するための役所     | β・γ                       |
| 天市垣     | 宗人     | 天子の同族                         | 66・67・68・70             |
| 天市垣     | 天市右垣 | 天市の東の城壁                     | δ・ε・ζ                    |
| 天市垣     | 天市左垣 | 天市の西の城壁                     | ν・η                       |
| 房宿       | 東咸     | 不明                               | φ・χ・ψ・ω                 |
| 尾宿       | 天江     | 天の川                             | HD 155685・36・θ・44       |
| 箕宿       | 糠       | ぬか                               | 45                         |
| 斗宿       | 天籥     | 鍵                                 | 63・58・52・51・HD 158704  |

## 神話
エラトステネースは著書『カタステリスモイ』の中で、へびつかい座はアポローンの息子アスクレーピオスの姿であるとしている。アスクレーピオスは死者を蘇らせる癒しの術を持っており、テーセウスの息子ヒッポリュトスを蘇らせた。神々は、アスクレーピオスのせいで人間たちから自分たちへの敬意が失われるのではないかと恐れまた怒った。大神ゼウスもアスクレーピオスの所業に怒り、彼の家を雷霆で撃って彼を殺した。のちにゼウスはアポローンの願いを入れて、アスクレーピオスを星々の間に置いた。さらに、ヒュギーヌスの『天文詩』ではアスクレーピオスがヘビを掴んでいる理由も採り上げている。アスクレーピオスは、クレーテーの王ミーノースの息子グラウコスを蘇らせるように命じられて秘密の場所に閉じ込められた。アスクレーピオスが杖を手に何をすべきか思いあぐねていると、杖にヘビが這い上がってきた。驚いた彼は逃げようとするヘビを杖で何度も打って叩き殺した。すると、薬草を咥えた別のヘビが現れて死んだヘビの頭に薬草を置くと、ヘビは蘇って2匹とも逃げていった。これを見たアスクレーピオスは、同じ薬草を用いてグラウコスを蘇らせることに成功した。こうしてヘビはアスクレーピオスの保護の下に置かれることとなり、星々の間に置かれるようになった。
ヒュギーヌスは、へびつかい座のモデルとなった人物としてアスクレーピオスの名を挙げる前に、別の4人の候補と伝承を紹介している。第一の候補とされたのは、トラーキアのゲタイ人の王カルナボーンで、以下の伝承を伝えている。カルナボーンは、人類に穀物が初めてもたらされた時代に権力を握った人物であるとされる。女神ケレースは、彼女が乳母となって育てたトリプトレモスに、ドラゴンの牽く戦車に乗ってすべての国の全ての畑に穀物を配って回るように命じた。ゲタイ人の王カルナボーンの元を訪れたトリプトレモスは最初賓客として遇されたが、後には裏切られて攻撃を受け、あわや命を落とすところであった。カルナボーンは、トリプトレモスが待ち伏せに気付いたときに戦車で逃げ出さないように、ドラゴンの1匹を殺害させた。しかし、そのとき現れたケレースによってカルナボーンの企ては水泡に帰した。ケレースはカルナボーンから戦車を奪い返すと、それに新たに連れてきたドラゴンを繋いでトリプトレモスに返した。ヒュギーヌスは、紀元前3世紀から紀元前2世紀頃のアレクサンドリア生まれの歴史家ヘゲシアナクスの伝える話として、カルナボーンは人類への戒めとして、ドラゴンを握り、そのドラゴンに首を絞められているように見える姿で星々の間に置かれた、としている。
第二の候補はヘーラクレースである。リュディアのサカリヤ川周辺には、多くの死をもたらしてその地域を荒廃させたヘビが住んでいたが、ヘーラクレースによって倒された。ヘーラクレースは、リュディアの女王オムパレーから報酬を授かり、それらを背負ってアルゴスに帰還した。ユーピテルは彼の勇敢さを讃えて、彼を星々の間に置いたとされる。
ヒュギーヌスは、第三の候補にテッサリア王トリオパスの名を挙げている。トリオパスは、自身の宮殿の屋根を張る際に古代に建立されたケレースの神殿を破壊した。ケレースはその報いとして、どんな食べ物でも満たされることのない飢えをトリオパスに与え、そして彼の寿命が尽きる頃にドラゴンに襲わせた。病に苦しみながら死を迎えたトリオパスは、ケレースの願いによってドラゴンに締め上げられた姿で星々の間に置かれたとされる。
ヒュギーヌスの挙げた第四の候補は、トリオパスの息子フォルバスである。これは紀元前3世紀頃の歴史家ロドスのポリゼロスによる説で、ロドス島に大いに貢献のあったフォルバスがアポローンによって星々の間に置かれたとするものである。かつてのロドス島は「ヘビの島」という意味の Ophioussa と呼ばれるほどヘビで溢れかえっており、ヘビの群れの中に居た1匹の大蛇が人々を襲って殺していた。島は荒廃し、人々が減り始めたそのとき、トリオパスとヒスキラの息子フォルバスが遭難して島にたどり着いた。大蛇を始め全てのヘビを倒したフォルバスは、その功業を讃えたアポローンによってヘビを倒している姿で星々の間に置かれた。ロドス人は、船団を率いて島を離れるときはいつでも、フォルバスの来訪を称えるために犠牲を捧げることから始めたとされる。
アレンやオルコットは「ギリシア神話のトロイア戦争の終盤でアカイア軍の仕掛けたトロイアの木馬を看破したがためにヘビに絞め殺された神官ラーオコオーンの姿である」とする説を紹介しているが、両者ともその伝承を伝える古代ギリシア・ローマの文献を明らかにしておらず、出所不明の説である。またバイエルは著書『ウラノメトリア』で星座のモデルとなった人物の名前を列記しているが、へびつかい座のページにラーオコオーンの名前は記されていない。

## 呼称と方言
ラテン語の学名 Ophiuchus に対応する日本語の学術用語としての星座名は「へびつかい」と定められている。現代の中国では蛇夫座と呼ばれている。
明治初期の1874年（明治7年）に文部省より出版された関藤成緒の天文書『星学捷径』では、「オヒュークス」という読みと「蛇ヲ持タル人」という説明で紹介された。また、1879年（明治12年）にノーマン・ロッキャーの著書『Elements of Astronomy』を訳して刊行された『洛氏天文学』では、上巻では「オフィウキュス」というラテン語と「セルペント、ビーレル」という英語読みが、下巻では「弄蛇者宿（ヲフィウキュス）」という星座名が紹介されていた。これらから30年ほど時代を下った明治後期には「蛇遣ヒ」という呼称が使われていたことが日本天文学会の会報『天文月報』の第1巻2号掲載の「五月の天」と題した記事中の星図で確認できる。それからわずかのちの、星座名を改定することを伝える1910年2月の『天文月報』誌の「星座名」という記事では、送り仮名を省いた「蛇遣」という名称が使われた。この呼称は、東京天文台の編集により1925年（大正14年）に初版が刊行された『理科年表』にも「蛇遣（へびつかひ）」として引き継がれた。戦中の1944年（昭和19年）に天文学用語が見直しされた際もこの呼称が継続して使われることとされた。戦後の1952年（昭和27年）7月に日本天文学会が「星座名はひらがなまたはカタカナで表記する」とした際に、ひらがなで「へびつかい」と定められ、以降この呼称が継続して用いられている。

### 方言
香川県坂出市の櫃石島には、将棋の駒のような形を成す α・β・δ・ζ・η・κ を「サヌキノミ（讃岐の箕）」と呼ぶ古名が伝わっていた。これは、星々が成す五辺形を農具の箕に見立てたもので、南の方角に見えるものを櫃石島から南の方向にある地名を取って「サヌキノミ」と呼び、北の方角に見えるケフェウス座の星々を「ビゼンノミ（備前の箕）」と呼びならわしたものであった。

## 主な天体

### 恒星
α星、η星の2つの2等星がある。
2024年12月現在、国際天文学連合 (IAU) によって13個の恒星に固有名が認証されている。
α星
太陽系から約48.6 光年の距離にある、見かけの明るさ2.07 等、スペクトル型 A5IVnn の準巨星で、2等星。へびつかい座で最も明るく見える恒星。0.7″離れた位置に見える5等星のB星と連星系を成しており、8.67年の周期で互いの共通重心を公転している。A星にはアラビア語で「ヘビを採集する者の頭」を意味する言葉に由来する「ラスアルハゲ(Rasalhague)」という固有名が認証されている。
β星
太陽系から約83 光年の距離にある、見かけの明るさ2.750 等、スペクトル型 K2IIICN0.5 の赤色巨星で、3等星。アラビア語で「羊飼いの犬」を意味する言葉に由来する「ケバルライ(Cebalrai)」という固有名が認証されている。
γ星
太陽系から約97 光年の距離にある、見かけの明るさ3.75 等、スペクトル型 A1VnkA0mA0 の、4等星。U等級で+3.83 等、B等級で+3.80 等、V等級で3.75 等と波長毎の明るさに大きな差がないことから、1953年にジョンソンとモーガンが提案し、IAUに採用されたいわゆる「ジョンソンUBVシステム」において、V等級、U等級、B等級の基準とされた
2024年8月20日、IAUの恒星の命名に関するワーキンググループ (WGSN) によって、マーシャル語でスポンディルス貝を意味する言葉に由来する「Bake-eo」または「Bake Eo」と命名された。
δ星
太陽系から約160 光年の距離にある、見かけの明るさ2.75 等、スペクトル型 M0.5III の赤色巨星で、3等星。アラビア語で「手」を意味する言葉とラテン語で先頭を意味する言葉に由来する「イェド・プリオル(Yed Prior)」という固有名が認証されている。
ε星
太陽系から約107 光年の距離にある、見かけの明るさ3.23 等、スペクトル型 G9.5IIIbFe-0.5 の黄色巨星で、3等星。アラビア語で「手」を意味する言葉とラテン語で最後尾を意味する言葉に由来する「イェド・ポステリオル(Yed Posterior)」という固有名が認証されている。
η星
太陽系から約88 光年の距離にある、見かけの明るさ2.42 等、スペクトル型 A2IV-V の連星系。へびつかい座で2番目に明るく見えるが、実際は3.05 等のA と3.27 等のB からなる連星で、互いの共通重心を87.58 年の周期で公転している。A星には語源不明のアラビア語に由来する「サビク(Sabik)」という固有名が認証されている。
λ星
太陽系から約160 光年の距離にある連星系。ともにスペクトル型 A0V で4.15 等のA と5.15 等のB から成る連星で、互いの共通重心を129 年の周期で公転している。A・B のペアから2′離れた位置に見える11.84 等のC も連星を成していると見られ、階層構造を持つ三重連星系を成している。
A星には、アラビア語で「肘」を意味する言葉に由来する「マルフィク(Marfik)」という固有名が認証されている。
36番星
太陽系から約19.4 光年の距離にある連星系。スペクトル型 K2V で5.08 等のAとスペクトル型 K1V で5.03 等のBから成る連星で、互いの共通重心を470.9 年の周期で公転している。このA・B のペアは、小望遠鏡でも分解して観ることができる。A・B のペアから約12′離れた位置に見えるスペクトル型 K5Vで6.34 等のCも、その固有運動や年周視差から得られた距離等からA・B のペアと連星系を成していると考えられている。2018年8月10日、WGSN によってオーストラリア先住民のカミラロイ族・ユアハライ族の言葉でオーストラリアヒタキ科の鳥 Scarlet robin を意味する言葉に由来する「グニーブー(Guniibuu)」と命名された。
バーナード星
太陽系から約5.96 光年の距離にある、見かけの明るさ9.511 等、スペクトル型 M4V の赤色矮星で、10等星。ケンタウルス座α星系に次いで太陽系に2番目に近い恒星系である。10.29″/年という、全天で最大の固有運動を持つ恒星で、180年ほどで満月の大きさ（約30′）と同じくらいその位置を変える。1916年にアメリカの天文学者エドワード・エマーソン・バーナードによって発見されたことから Barnard's Star と呼ばれるようになり、2017年2月1日に WGSN によって正式に固有名として認証された。変光星としては回転変光星の分類の1つ「りゅう座BY型変光星」に分類されており、恒星の自転によって黒点による表面光度や彩層活動のバラつきの度合いが変動することで光度が変化する。20世紀末から太陽系外惑星の存在の報告とその否定が繰り返されてきたが、2025年3月ではb・c・d・e の計4つの岩石惑星の存在が確認されている。これらはいずれも地球より質量の軽い惑星であると考えられている。
HD 148427
太陽系から約230 光年の距離にある、見かけの明るさ 6.89 等、スペクトル型 K0III/IV の赤色巨星で、7等星。IAUの100周年記念行事「IAU100 NameExoWorlds」でバングラデシュに命名権が与えられ、主星はベンガル語で「暗闇」を意味する言葉に由来する Timir、太陽系外惑星は Tondra と命名された。
HD 149143
太陽系から約239 光年の距離にある、見かけの明るさ 7.89 等、スペクトル型 G3V のG型主系列星で、8等星。「IAU100 NameExoWorlds」でスペインに命名権が与えられ、主星はガリシアの詩人にちなんだ Rosalíadecastro、太陽系外惑星は Riosar と命名された。
HD 152581
太陽系から約536 光年の距離にある、見かけの明るさ 8.35 等、スペクトル型 K0 の恒星で、8等星。「IAU100 NameExoWorlds」でアゼルバイジャンに命名権が与えられ、主星はアゼルバイジャン第2の都市ギャンジャ出身のペルシアの詩人にちなんだ Mahsati、太陽系外惑星は Ganja と命名された。
GJ 1214
太陽系から約47.8 光年の距離にある、見かけの明るさ 14.71 等、スペクトル型 M4.5V の赤色矮星で、15等星。2022年に開催されたIAUの太陽系外惑星命名キャンペーン「NameExoWorlds 2022」でケニア共和国のグループからの提案が採用され、主星にはマー語で文化的儀式の際に若いマー族の戦士が身につける赤い顔料を意味する言葉に由来する Orkaria、系外惑星bは湖や海のような大きな水域を指す言葉に由来する Enaiposha とそれぞれ命名された。
このほか、以下の恒星が知られている。
ζ星
太陽系から約440 光年の距離にある、見かけの明るさ2.56 等、スペクトル型 O9.2IVnn のO型星で、3等星。かつては連星系の一員だったが、もう一方の恒星が超新星爆発を起こしたときに吹き飛ばされて単独星となったと見られている。変光星としては爆発型変光星の分類の1つ「カシオペヤ座γ型変光星」に分類されており、2.56 等から2.58 等の範囲で不規則に明るさを変える。
ρ星
多重星。5.05 等のA と6.66 等のB は連星系と見られていたが、2020年に公開されたガイア計画の第3回データリリースによると、A までの距離は約449 光年、B までの距離は約596 光年と大きくかけ離れている。7.27 等のC (HD 147932)は F と、6.74 等のD (HD 147888)は8.42 等のE と、それぞれ連星の関係にあると見られている。小望遠鏡でもA・B・C・D の4星を分解して観ることができる。周囲に見える反射星雲IC 4604 は、ρ星系からの光を反射して輝いている。
R星
太陽系から約1730光年の距離にある、スペクトル型 M4e-M6e の脈動変光星。平均303.5 日の周期で7.0 等から13.8 等の範囲でその明るさを変えるミラ型変光星で、アメリカ変光星観測者協会 (AAVSO) の「観測しやすい星」のリストにも挙げられている。
RS星
太陽系から約8740光年の距離にある、白色矮星と赤色巨星からなる共生星。典型的な反復新星で、通常は12等前後の明るさで推移しているが、過去1898年・1933年・1958年・1967年・1985年・2006年の6回、肉眼で見える明るさに至る増光が観測されている。
ウォルフ1061
太陽系から14.0 光年の距離にある、見かけの明るさ 10.072 等、スペクトル型 M3V の赤色矮星。変光星としてはりゅう座BY型の回転変光星に分類されており、10.05 等から10.10 等の範囲で不規則に明るさを変える。2015年に3個の太陽系外惑星が発見されている。
SN 1604
1604年10月9日に観測された超新星。ヨハネス・ケプラーによって観測・報告されたことから「ケプラーの星 (英: Kepler's Star, Kepler's SN)」と呼ばれる。ケプラーは、この観測結果を「De Stella nova in pede Serpentarii（へびつかい座の足の新星について）」という論文にして出版した。当時のヨーロッパと李氏朝鮮で残された観測記録から、10月の終わり頃には最大光度-3 等に達したと見られている。連星系の白色矮星にもう一方の星から物質が流れ込み、その質量がチャンドラセカール限界を超えた際に発生する「Ia型超新星」であったと考えられており、21世紀現在まで天の川銀河の中で発生したものとしては最後に観測された超新星爆発である。

### 星団・星雲・銀河
18世紀フランスの天文学者シャルル・メシエが編纂した『メシエカタログ』に挙げられた7個の球状星団が位置している。
M9
太陽系から約2万7100 光年の距離にある球状星団。1764年5月28日にメシエが発見した。η星サビクから約3°南東に見える。
M10
太陽系から約1万6500 光年の距離にある球状星団。1764年5月29日にメシエが発見した。隣に見えるM12 よりわずかに太陽系に近く、見た目だけでなく実際に隣り合っているとされる。
M12
太陽系から約1万6700 光年の距離にある球状星団。1764年5月30日にメシエが発見した。隣接するM10 よりも集中度が緩い。へびつかい座に数ある注目に値する球状星団の中でも、M10とM12のペアは格別であると評されている。
M14
太陽系から約2万9800 光年の距離にある球状星団。1764年6月1日にメシエが発見した。1964年には、ヘレン・ソーヤー・ホッグが30年以上に亘って撮影した写真乾板のコレクションの中から、1938年に星団中に出現した新星が発見された。これは球状星団に出現した新星として初めて写真撮影されたものであった。
M19
太陽系から約2万7200 光年の距離にある球状星団。1764年6月5日にメシエが発見した。天の川銀河の中心核から約4700 光年の距離にあり、銀河中心の潮汐力の影響を受けて歪んだ形状をしている。
M62
太陽系から約2万900 光年の距離にある球状星団。1771年6月7日にメシエが発見した。天の川銀河の中心核からは約8000 光年の距離にあり、銀河中心の潮汐力の影響で歪んだ形状をしている。球状星団で形成されるブラックホールは激しい相互作用の結果すぐに星団から弾き出されると考えられてきたが、2013年に天の川銀河の球状星団として初めてブラックホールが発見された。
M107
太陽系から約1万8400 光年の距離にある球状星団。1782年4月にピエール・メシャンが発見した。メシエが編纂したカタログには挙げられていなかったが、1947年にヘレン・ソーヤー・ホッグによってM105・M106 とともにメシエカタログに追加された。
NGC 6633
太陽系から約1285 光年の距離にある散開星団。1745年から1746年にかけてフランスの天文学者ジャン＝フィリップ・ロワ・ド・シェゾーが発見した。英語圏では、マザー・グースやルイス・キャロルの『鏡の国のアリス』で知られる「トゥイードルダムとトゥイードルディー (英: Tweedledum and Tweedledee)」になぞらえて「トゥイードルダム星団 (Tweedledum Cluster)」とも呼ばれる。
IC 4665
太陽系から約1130 光年の距離にある散開星団。β星ケバルライの北東約1°の位置に見える。双眼鏡で眺めると、満月ほどの大きさの視野に 7 等から8 等の星が20個前後見ることができる。
IC 4603
太陽系から約444 光年の距離にある8等星のHD 147889の光を反射して輝いて見える、へびつかい座ρ分子雲の一部を成す反射星雲。
NGC 6572
太陽系から約6030 光年の距離にある惑星状星雲。1825年にドイツ系ロシア人天文学者フリードリッヒ・ゲオルグ・ヴィルヘルム・フォン・シュトルーベが発見した。明るいが視直径の小さな惑星状星雲で、青緑に見える姿をDCコミックスの『スーパーマン』でスーパーマンの故郷とされる惑星クリプトンに喩えて「Planet Krypton Nebula（惑星クリプトン星雲）」とも呼ばれる。
Barnard 72
θ星の北1°.3 ほどの位置に見える暗黒星雲。E. E. バーナードが編集した暗黒星雲のカタログで72番にあったことから Barnard 72 と呼ばれるが、欧米では Snake Nebula、日本ではS字状暗黒星雲の通称で呼ばれることが多い。
へびつかい座ロー分子雲領域 (英語: Rho Ophiuchi cloud complex, Ophiuchus Molecular Cloud)
太陽系から約450 光年の距離にある星間分子雲。ρ星からさそり座α星アンタレス付近に広がっており、太陽系に最も近い星形成領域として盛んに研究されている。分子雲の最も濃い部分は ρ星の南約1°に見える Barnard 42 と呼ばれる暗黒星雲で、生まれて間もない恒星と推定される赤外線源が400個以上観測されている。2023年7月、ジェイムズ・ウェッブ宇宙望遠鏡の科学観測開始1周年を記念して、へびつかい座ρ分子雲領域にある星形成領域をクローズアップした画像が公開された。
NGC 6240
天の川銀河から約4億光年の距離にある2型セイファート銀河。2つの銀河が衝突して銀河合体したことで爆発的に星形成が進んだ結果、若い星の超新星爆発も増加したと考えられており、2013年には実際に超新星SN 2013dc が観測されている。2つの銀河の中心にあった超大質量ブラックホールも約3000 光年まで接近しており、将来融合して1つのブラックホールとなると考えられている。
- ハッブル宇宙望遠鏡の掃天観測用高性能カメラ (ACS) で撮影された3波長のデータから合成された球状星団M9 の画像[170]。
- ハッブル宇宙望遠鏡の ACS で撮影された3波長のデータから合成された球状星団M10 の画像[171]。
- ハッブル宇宙望遠鏡の ACS で撮影された3波長のデータから合成された球状星団M12 の画像[172]。
- 1998年4月にアメリカ合衆国アリゾナ州にあるキットピーク国立天文台の0.9 メートル望遠鏡で撮影された球状星団M14[173]。
- 1997年7月にキットピーク国立天文台の0.9 メートル望遠鏡で撮影された6枚の画像から合成された球状星団M19[174]。
- ハッブル宇宙望遠鏡の広視野カメラ3 (WFC3) と ACS による観測データから合成された球状星団M62[148]。
- ハッブル宇宙望遠鏡の ACS で撮影された球状星団M107[153]。
- へびつかい座ρ分子雲領域の画像。このエリアは「カラフルタウン」とも呼ばれるように様々な色で輝く星間分子雲の姿が見られることから人気が高い[175]。画像上部の青い星雲は反射星雲IC 4604で、へびつかい座ρ星が放射する光を反射して輝いている。その下に白く輝いて見えるのが反射星雲IC 4603で、8等星HD 147889 の光を反射して輝いて見える。画像左下にオレンジ色に輝いている星雲IC 4606 はさそり座α星アンタレスの光を受けて輝いており、Antares Nebula とも呼ばれる[175]。
- ジェイムズ・ウェッブ宇宙望遠鏡の科学観測開始1周年を記念して公開されたへびつかい座ρ分子雲領域内にある星形成領域のクローズアップ画像[167]。
- ハッブル宇宙望遠鏡の広視野惑星カメラ2 (WFPC2) で撮像された惑星状星雲NGC 6572。
- 2014年にキットピーク国立天文台のキットピークビジターセンター屋上にあるRCOS 16インチ反射望遠鏡で撮影されたS字状暗黒星雲[176]。
- ハッブル宇宙望遠鏡の広視野カメラ3と掃天観測用高性能カメラによる観測データから合成された衝突銀河NGC 6240[168]。赤い結び目のような構造など、銀河の衝突によって生じた複雑な構造を確認できる[168]。

## 流星群
へびつかい座の名前を冠した流星群で、IAUの流星データセンター (IAU Meteor Data Center) で確定された流星群 (Established meteor showers) とされているものは1つもない。